# Ubelliové ze Siegburgu
Ubelliové ze Siegburgu (německy Ubelli von Siegburg) byl šlechtický rod italského původu usazený v Čechách. Původně patricijský rod z Lombardie přesídlil během třicetileté války do Čech a v roce 1641 byl povýšen do šlechtického stavu. V několika generacích členové rodu zastávali funkce v hospodářské správě císařské armády. V 17.–20. století vlastnili nemovitosti a usedlosti v Praze, později získali i několik panství v různých částech Čech. Jejich hlavním sídlem byl v 18. století zámek Koleč. Ve dvou rodových větvích byli povýšeni do stavu svobodných pánů (1772, 1792). V 18. a 19. století zastávali úřady v zemské správě i vysoké posty v justici. Rod vymřel v roce 1928.

## Historie

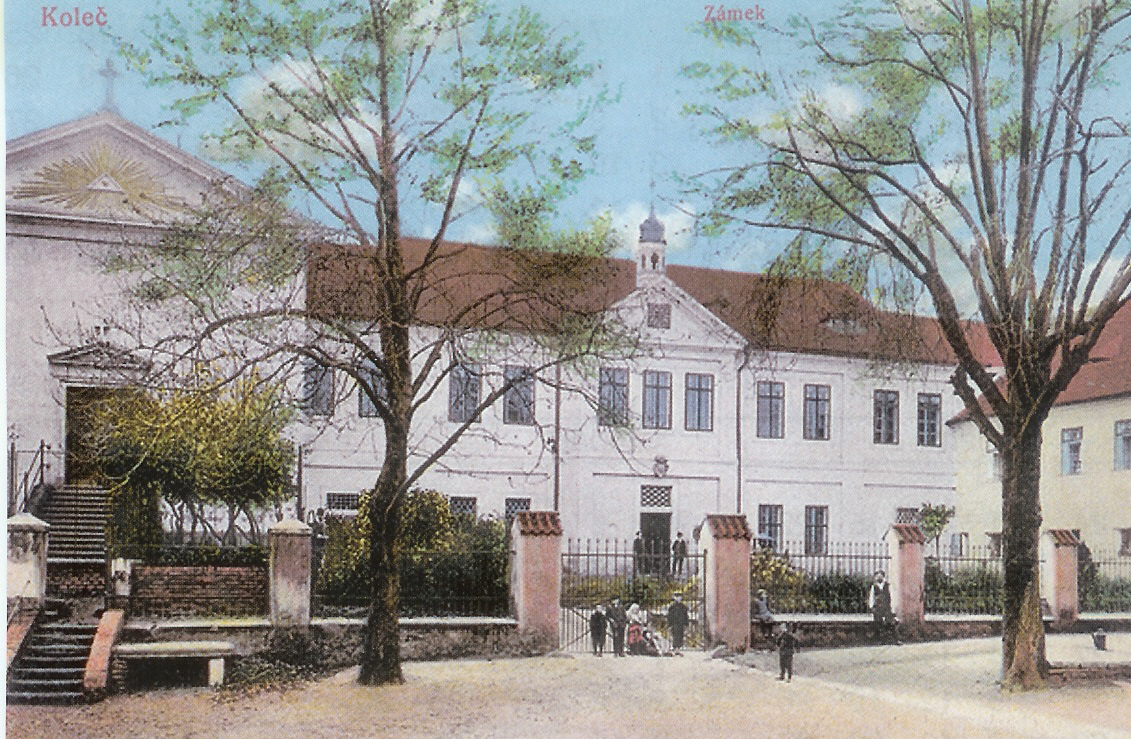
Zámek Koleč, hlavní sídlo rodu Ubelliů v 18. století

Rod měl původ v Lombardii a původně užíval jméno Obelli. V roce 1534 se připomíná Agostino Obelli jako prokurátor ve městě Brescia, v dalších generacích potomci přesídlili do Německa a nakonec do Čech. Ignác Obelli († 1702) byl již v mládí císařem Ferdinandem III. povýšen do šlechtického stavu (1641) s predikátem von Siegburg a v Praze se uplatnil jako fortifikační stavitel. Jeho první manželka pocházela z Itálie, podruhé se oženil v Čechách s Markétou Lukaveckou z Lukavce a také v dalších generacích pronikali Ubelliové mezi nižší šlechtu českého původu (Říčanští, Klenovští z Klenové, Deymové ze Stříteže). 
Ignácův nejstarší syn Liborius Václav (1652–1716) byl císařským válečným komisařem v Českém království. V roce 1705 získal šlechtický titul rytíře pro České království a zároveň obdržel český inkolát, v roce 1706 mu byl rytířský stav potvrzen pro celou Svatou říši. Na začátku 18. století získal ve středních Čechách panství Koleč, kde v letech 1711–1713 nechal postavit barokní zámek. Zámek v Kolči vznikl v sousedství bývalé zbořené tvrze a v roce 1714 byl rozšířen přístavbou kaple Nejsvětější Trojice, kterou vysvětil pražský arcibiskup Daniel Josef Mayer z Mayernu. Spolu s hospodářskými budovami a francouzskou zahradou vznikl v Kolči architektonicky hodnotný barokní komplex, který v 18. století proslul především dnes již neexistující malířskou a štukovou výzdobou v interiérech. Jméno Liboria Ubelliho připomínala také dnes již zaniklá usedlost Liborka (dnes Praha 6 - Břevnov)

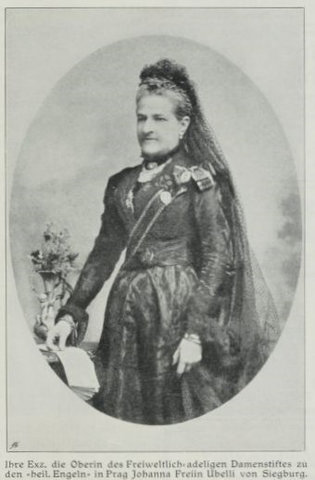
Baronka Johanna Ubelliová (1833–1928), představená Ústavu šlechtičen u sv. Andělů, poslední členka rodu

Do rytířského stavu byli v roce 1703 povýšeni i Ignácovi mladší synové Ignác Ondřej (1653–1722) a Daniel Leopold (1657–1724). Ignác Ondřej byl účastníkem tureckých válek, později působil jako císařský válečný komisař v Čechách a zemřel v Kadani, kde byl také pohřben. V roce 1707 koupil vesnici Mezilesí v jižních Čechách s hospodářským dvorem Týn, kde nechal postavit menší barokní zámek (zbořený v roce 1935). Z jeho početného potomstva byl pokračovatelem rodu Ignác Zikmund (1716–1784), který byl také důstojníkem císařské armády a později válečným komisařem. Během svého života vlastnil několik menších panství (Mezilesí, Neustupov) a v roce 1772 byl povýšen do stavu svobodných pánů. Jeho starší syn Václav Ignác koupil v roce 1797 z pozůstalosti vymřelého rodu Salm-Neuburgů panství a hrad Svojanov, již o tři roky později je ale prodal.
V další generaci Ignácovy linie vynikl Václav Michael (1761–1832), který byl dvorním radou u apelačního soudu. Krátce byl majitelem panství a zámku Horní Cerekev (1802–1803), v roce 1804 koupil panství Osov, k němuž o rok později přikoupil sousední Všeradice. Z manželství s hraběnkou Gabrielou Vratislavovou z Mitrovic (1773–1866) devět dětí, z nichž mladší synové Prokop Alois (1802–1875) a František Josef (1804–1845) sloužili v armádě, nejmladší syn Ludvík (1806–1858) byl okresním hejtmanem ve Welsu. Více vynikli starší synové Václav Josef a Vilém Prokop. Vilém Prokop (1799–1865) působil v justici a byl dlouholetým radou, respektive viceprezidentem Vrchního soudu v Praze. Václav Josef (1798–1863) byl také právníkem, prezidentem Krajského soudu v Brně (1849–1862) a nakonec prezidentem zemského soudu pro Moravu a Slezsko (1862–1863). Měl sice syna Václava (1830–1873), který ale zemřel předčasně bez potomstva. Dcera Johanna (1833–1928) byla dámou Řádu hvězdového kříže, nositelkou Alžbětina řádu a dlouholetou představenou Ústavu šlechtičen u sv. Andělů v Praze. Zemřela 2. dubna 1928 ve věku 94 let a byla poslední členkou rodu. Její mladší sestra Gabriela (1838–1910) se provdala do rodiny Mattencloitů a její syn baron Richard Mattencloit (1862–1925) užíval od roku 1910 alianční příjmení Mattencloit-Ubelli. Sestry Johanna a Gabriela vlastnily na přelomu 19. a 20. století usedlost Kuchyňka v Praze-Libni.
Mladší linie pocházela od Daniela Leopolda (1657–1724), který byl v roce 1703 povýšen do rytířského stavu a stejně jako starší bratři zastával funkci císařského válečného komisaře v Čechách. Po bratru Liboriovi zdědil v roce 1715 panství Koleč a ve dvacátých letech 18. století dokončil výstavbu zámeckého komplexu. Jeho dědicem byl předčasně zemřelý syn Antonín Mikuláš (1694–1730). V další generaci vynikl Antonínův syn Emanuel (1722–1795), který dlouhodobě působil v zemské správě, nakonec byl místosudím Českého království (1779–1782). V roce 1792 byl povýšen do stavu svobodných pánů. Byl majitelem zámku Koleč, který po smrti jeho syna Jana Nepomuka (1770–1799) přešel na spřízněnou rodinu Bohušů z Otěšic.
Liborius Václav Ubelli a jeho předčasně zemřelý syn Jan Josef († 1706) jsou pohřbeni v katedrále sv. Víta. V 19. století bylo několik členů rodu pochováno na Olšanských hřbitovech. Kromě toho byla koncem 18. století postavena rodová hrobka na hřbitově v Kolči, kde byl pohřben Emanuel Ubelli a jeho rodina.

## Erb
Při povýšení do šlechtického stavu v roce 1641 byl rodině udělen erb se čtvrceným štítem. V 1. a 4. stříbrném poli z dělící linie vystupuje černý orel. Ve 2. a 3. modrém poli pochoduje zlatý lev třímající v tlapách meč a zelený věnec. Při udělení panského stavu v letech 1772 a 1792 byl erb doplňován a polepšován. 

## Osobnosti
- Liborius Václav (1652–1716), císařský rada, vrchní válečný komisař v Čechách, 1705 povýšen na rytíře
- Ignác Ondřej (1653–1722), vrchní válečný komisař v Čechách, 1703 povýšen na rytíře
- Daniel Leopold (1657–1724), vrchní válečný komisař v Čechách, 1703 povýšen na rytíře
- Ignác Zikmund (1716–1784), vrchní válečný komisař v Čechách, 1772 povýšen do stavu svobodných pánů
- Emanuel (1722–1795), místopísař (1777–1779) a místosudí (1779–1782) Českého království, 1792 povýšen do stavu svobodných pánů
- Václav Michael (1761–1832), dvorní rada apelačního soudu v Čechách
- Václav Josef (1798–1863), c. k. komoří, prezident Krajského soudu v Brně 1849–1862, prezident Zemského soudu pro Moravu a Slezsko 1862–1863
- Vilém Prokop (1799–1865), c. k. komoří, viceprezident Vrchního zemského soudu v Praze 1850–1859
- Johanna (1833–1928), představená Ústavu šlechtičen u sv. Andělů 1873–1928, poslední potomek rodu

## Galerie

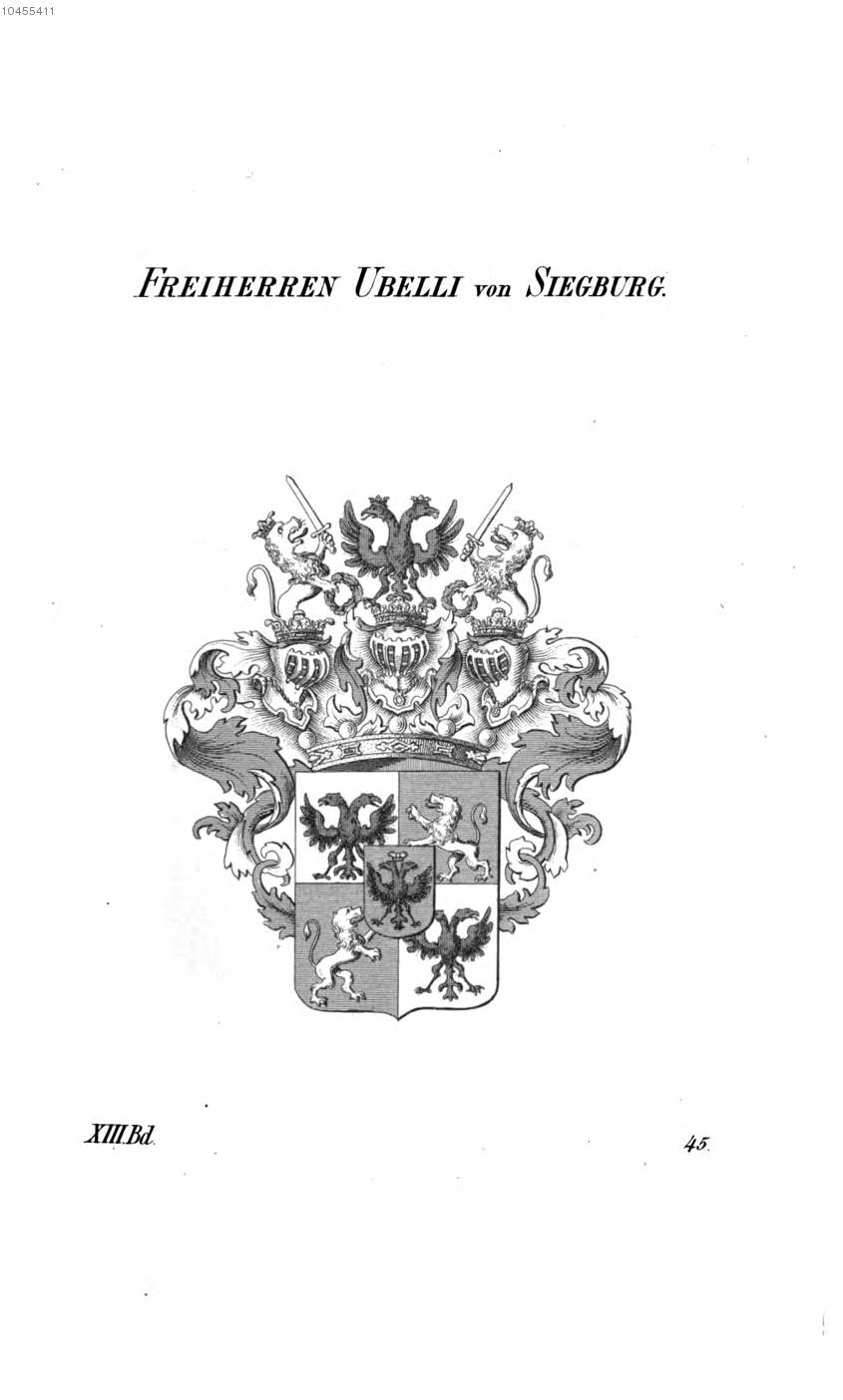
Erb rodu Ubelliů ze Siegburgu
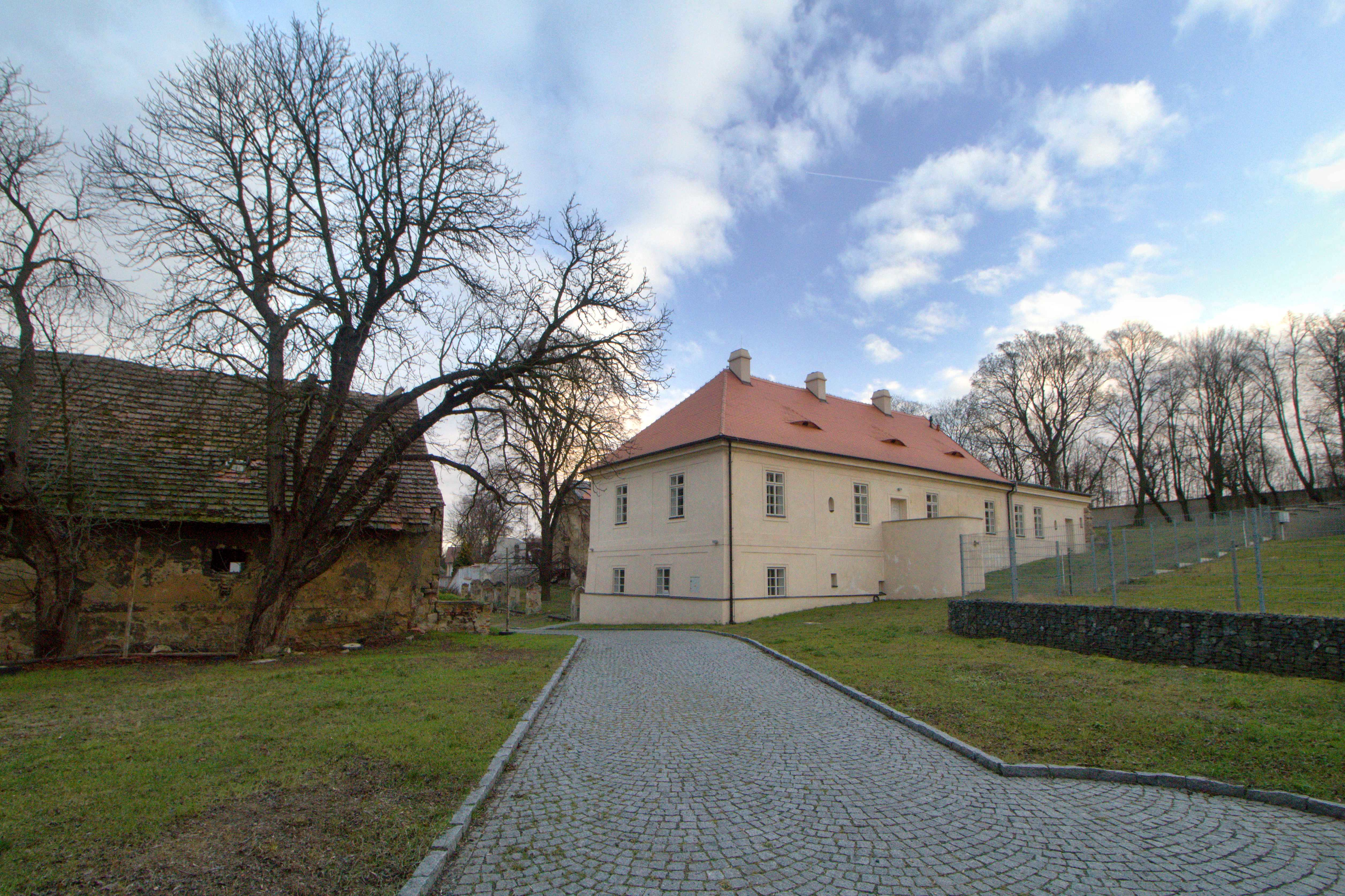
Zámek Koleč
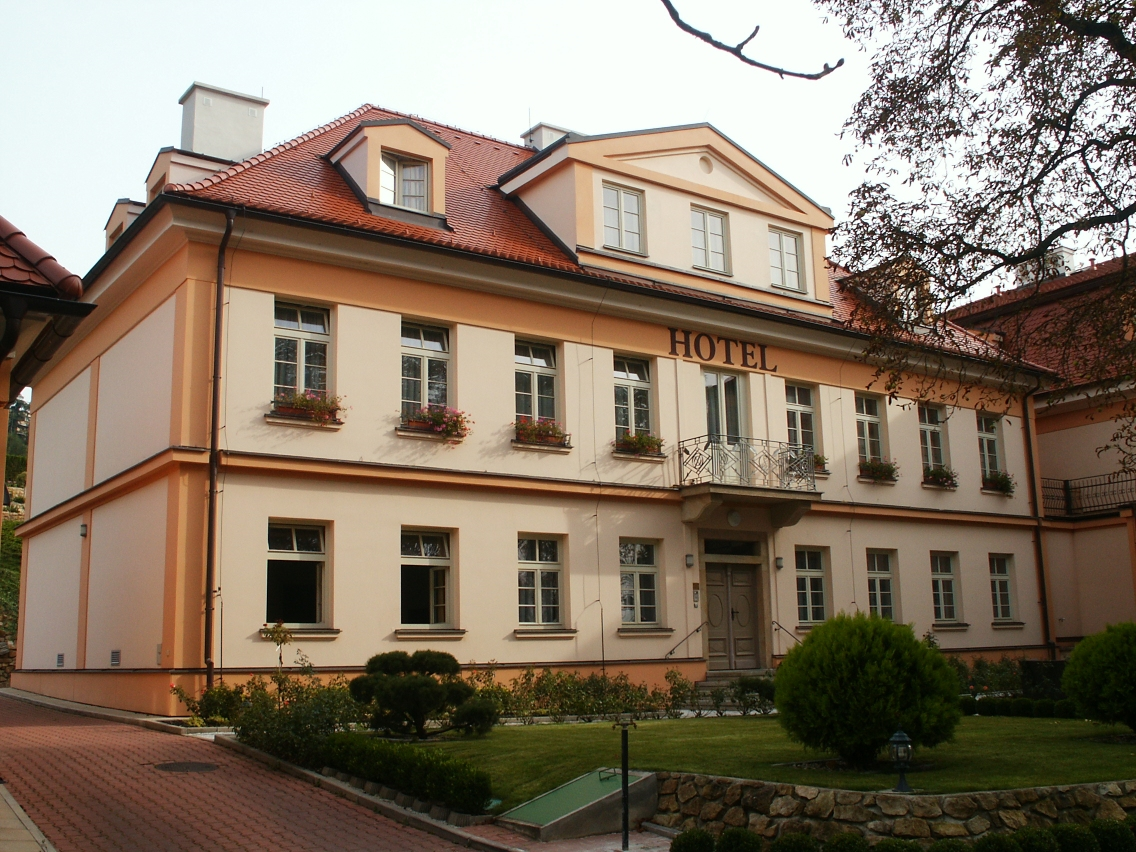
Zámeček Kuchyňka v Praze, sídlo poslední generace Ubelliů na přelomu 19. a 20. století
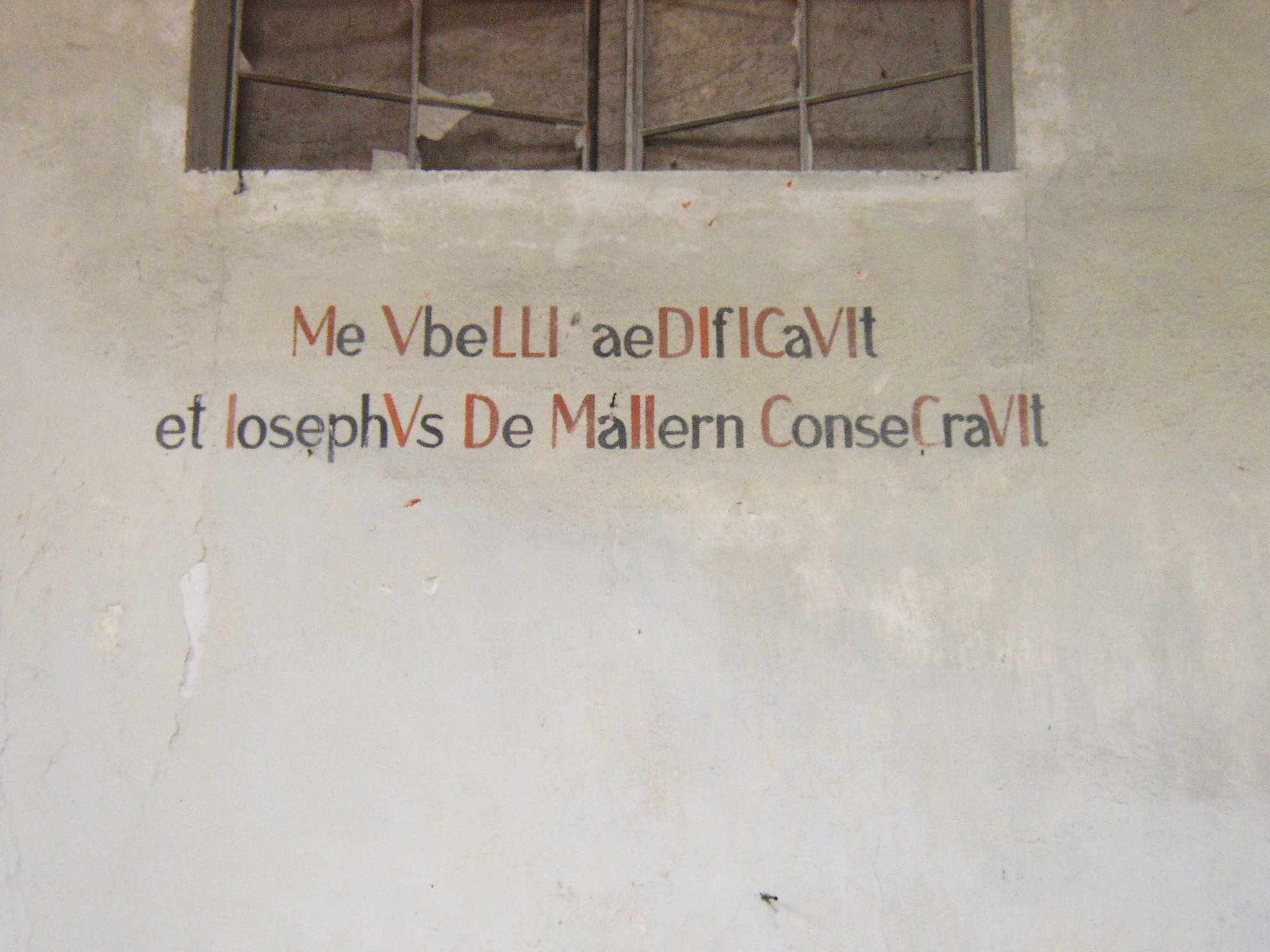
Chronogram Liboria Václava Ubelliho a pražského arcibiskupa Daniela Josefa Mayera v kapli Nejsvětější Trojice na zámku Koleč
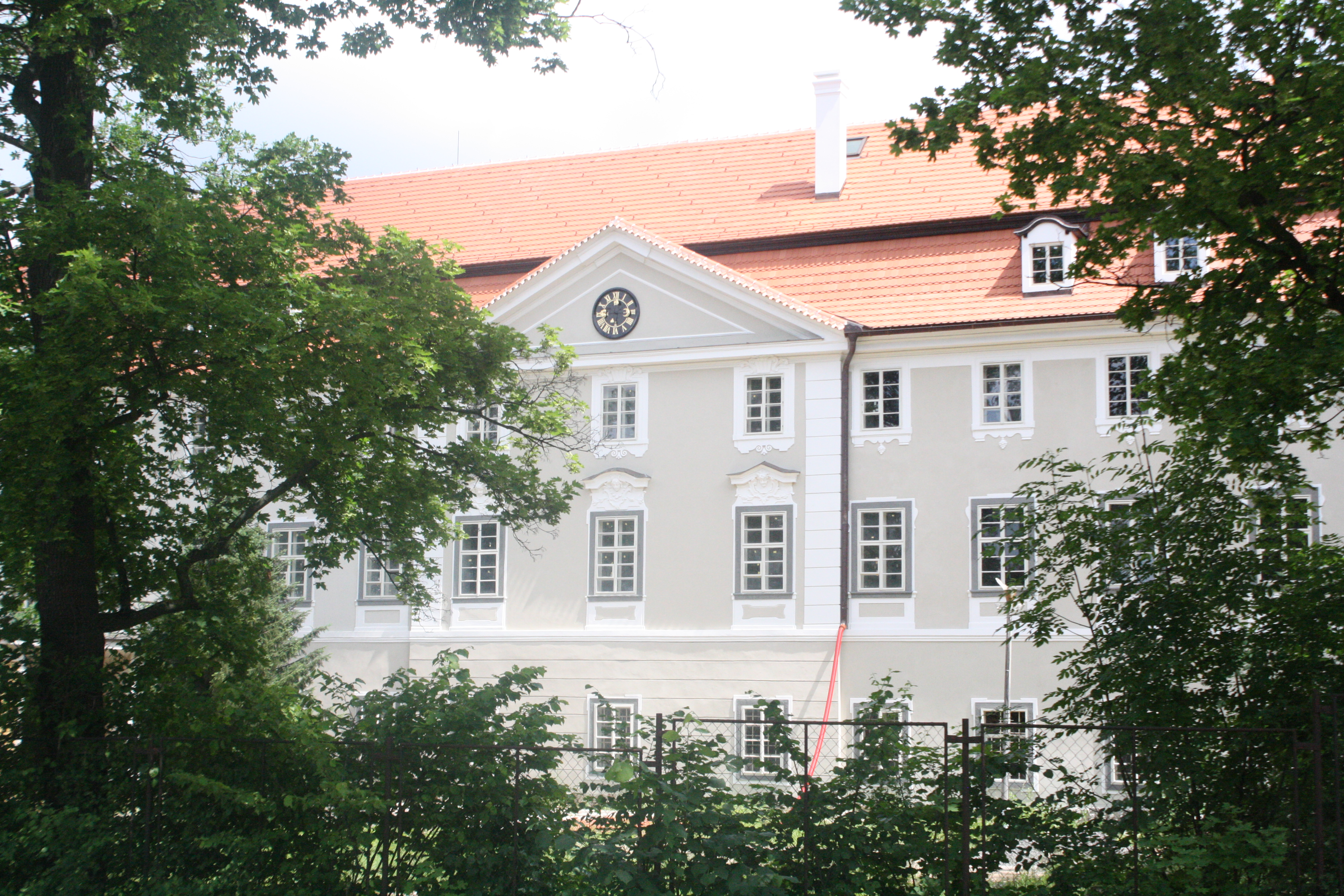
Zámek Osov, majetek rodu v 19. století
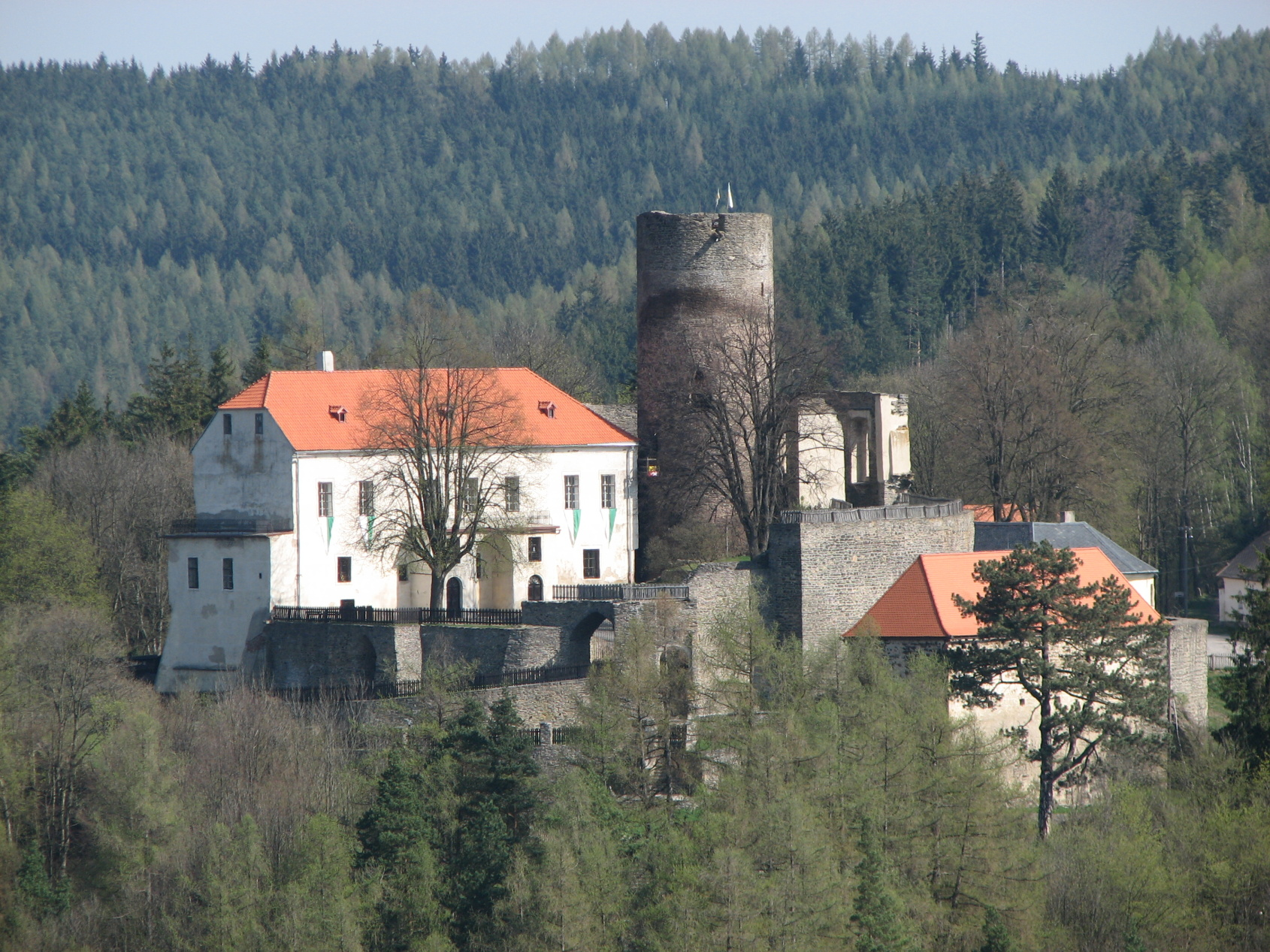
Hrad Svojanov, majetek rodu koncem 18. století
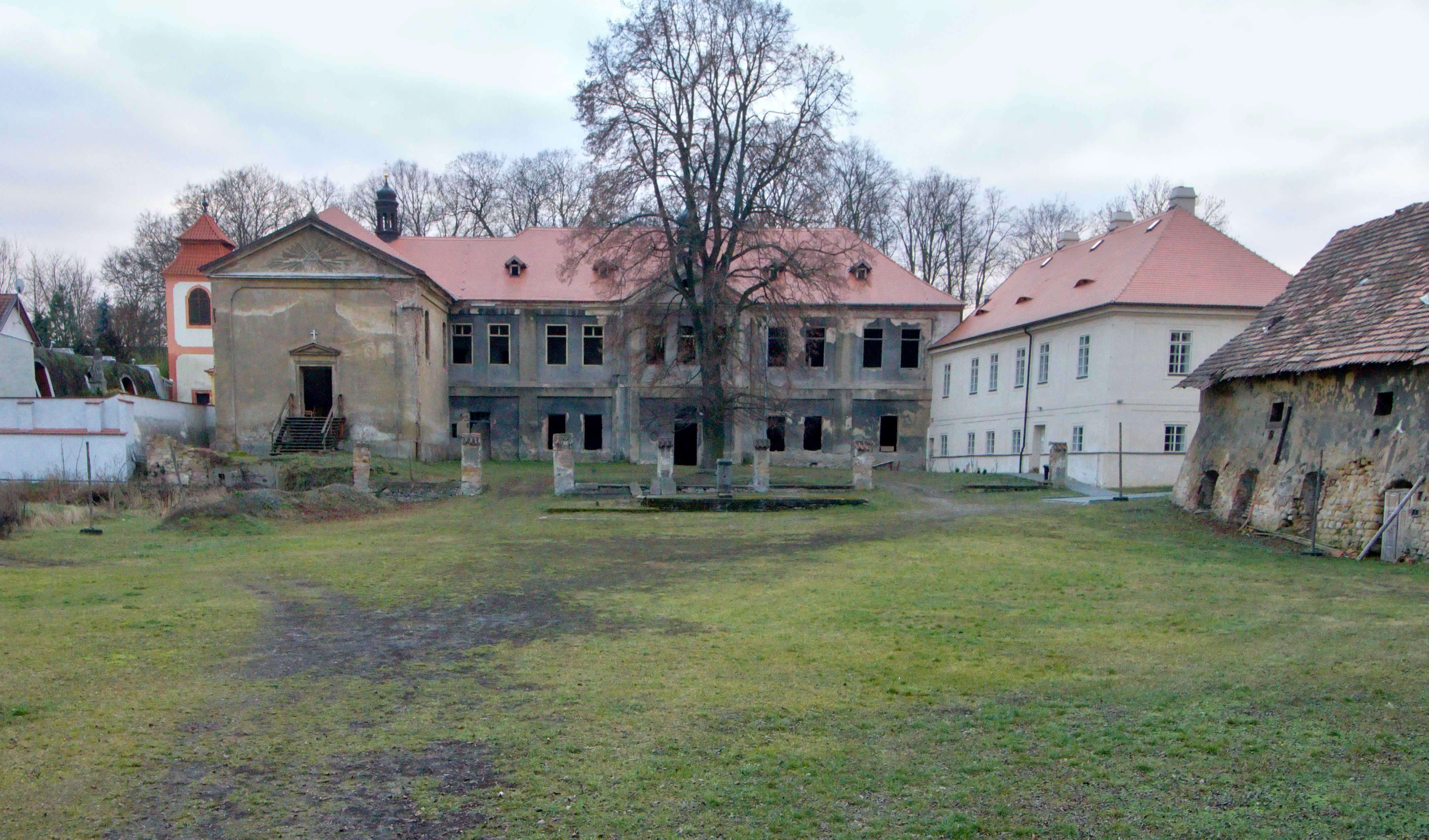
Zámek Koleč
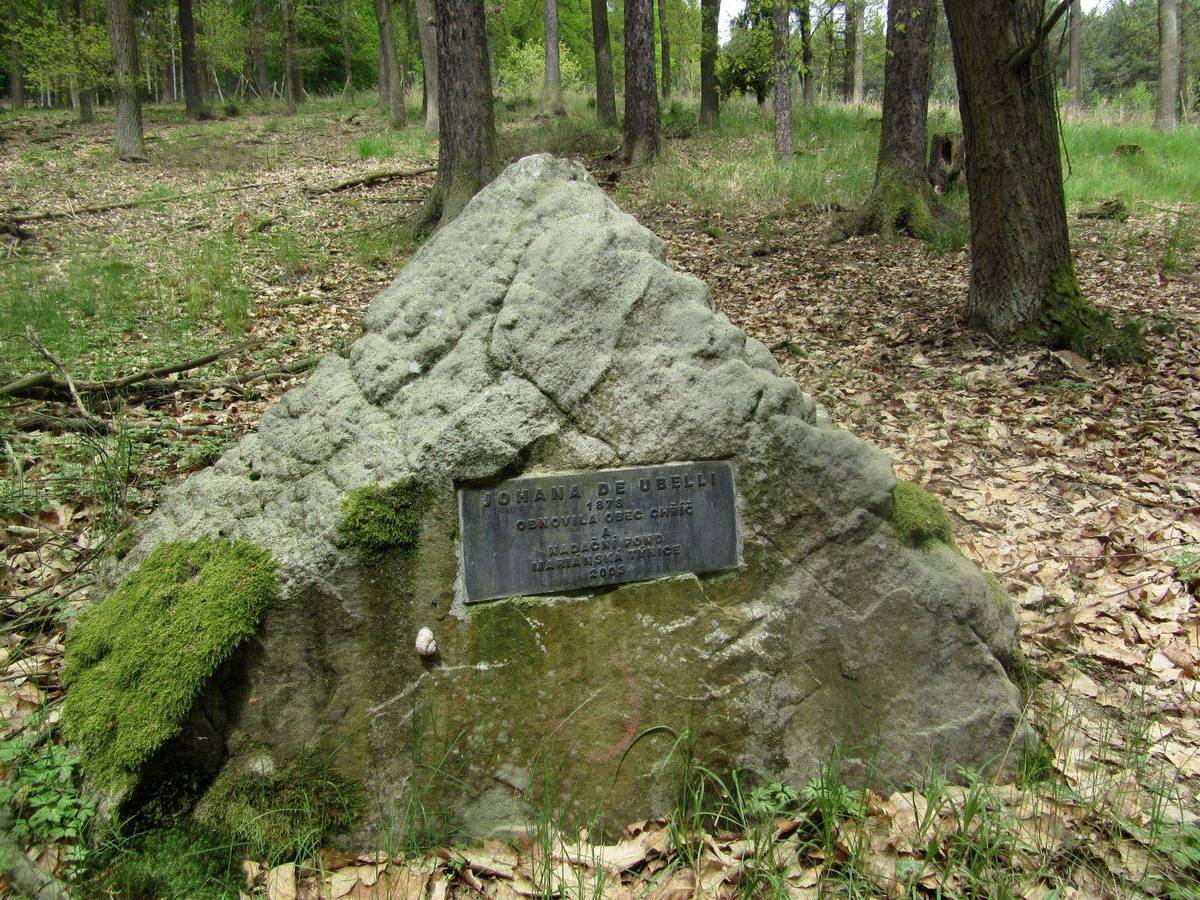
Památník baronky Johanny Ubelliové u Lhoty